# هولیوک (کلرادو)
هولیوک (به انگلیسی: Holyoke) شهری در ایالت کلرادو کشور ایالات متحده آمریکا است که جمعیت آن در سرشماری سال ۲۰۱۰ میلادی، ۲٬۳۱۳ نفر بوده‌است.